# Patrick Phelan
Patrick Phelan é um compositor de músicas de jogos eletrônicos, sendo autor e coautor de músicas para inúmeros jogos de diversas desenvolvedoras, abrangendo diferentes consoles e plataformas. É mais conhecido no Brasil por seu trabalho com a trilha sonora do jogo Top Gear 2, do Super Nintendo.